# Dealz
Dealz es una cadena de tiendas de descuento, presente en varios países europeos entre ellos Irlanda, Francia, Polonia, y que ofrece una gama generalista de productos, la mayoría de los cuales están al precio fijo de € 1,50.
También estuvo presente en España hasta marzo de 2023 fecha en que dejó de operar en el país Ibérico bajo la marca Dealz y comenzó bajo la denominación corporativa de su propietario, el grupo de distribución polaco Pepco.
Las tiendas son operadas por la compañía  sudafricana Steinhoff a través de la filial Poundland.

## Historia
Las dos primeras tiendas se abrieron en Blanchardstown y Portlaoise en septiembre de 2011, y en septiembre de 2013, la cadena se había expandido a 28 tiendas. También ha abierto tiendas en el Reino Unido: una en Kirkwall, Orkney y otra en Douglas, Isla de Man; expandiéndose incluso a partes remotas del país ofertando productos de Poundland a £ 1 y £ 1.20. El nombre Euroland no es utilizado, para evitar el impacto de la volatilidad de los precios en la región y debido a que a los potenciales clientes no les gusta el nombre. Además, una cadena de tiendas con el nombre Euroland ya existe en los Países Bajos, lo que dificulta el uso del nombre. En lugar de que todo sea el mismo precio, como el modelo de Poundland, contará con diferentes precios. Además de ofrecer la mezcla de Poundland de marcas conocidas como Kelloggs, Cadbury's y Kodak, las tiendas también venderán productos locales como leche, huevos y patatas fritas. El 10 de julio de 2014, Poundland abrió la primera tienda española en Torremolinos bajo el nombre de Dealz España. Dealz es una filial 100 % propiedad del minorista británico Poundland, propiedad a su vez de Steinhoff International, que cotiza en Alemania y Sudáfrica.